# 4624 Stefani
4624 Stefani eller 1982 FV2 är en asteroid i huvudbältet som upptäcktes den 23 mars 1982 av den amerikanska astronomen Carolyn S. Shoemaker vid Palomar-observatoriet. Den är uppkallad efter upptäckarens barnbarn J. Stefani Salazar.
Asteroiden har en diameter på ungefär 13 kilometer.